# 箐边紫堇
箐边紫堇（学名：Corydalis smithiana）为罂粟科紫堇属下的一个种。

## 扩展阅读
- 維基物種上的相關：箐边紫堇